# Winnetka Challenger 2000
Il Winnetka Challenger 2000 è stato un torneo di tennis facente parte della categoria ATP Challenger Series nell'ambito dell'ATP Challenger Series 2000. Il torneo si è giocato a Uniti Winnetka negli Stati Uniti dal 24 al 30 luglio 2000 su campi in cemento.

## Vincitori

### Singolare
Takao Suzuki ha battuto in finale  Yong-Il Yoon con il punteggio di 6–2, 6–4

### Doppio
Hyung-Taik Lee /  Yong-Il Yoon hanno battuto in finale  Matthev Breen /  Luke Smith con il punteggio di 2–6, 7–5, 6–3